# 費多里夫卡 (博布里涅茨區)
47°57′42″N 31°47′19″E / 47.96167°N 31.78861°E
費多里夫卡（烏克蘭語：Федорівка），是烏克蘭中部的村莊，隸屬基洛夫格勒州的克羅皮夫尼茨基區。該村面積0.64平方公里，海拔高度122米，2001年人口129，人口密度每平方公里202.5人。